# Agomelatina
L'agomelatina è un farmaco appartenente alla categoria degli antidepressivi atipici utilizzato nel trattamento della depressione maggiore. La sua struttura molecolare è molto simile a quella del neurotrasmettitore endogeno melatonina (da cui differisce per un solo atomo). È uno dei farmaci antidepressivi di più recente commercializzazione.
Il suo effetto terapeutico si crede sia dovuto all’azione agonista sui recettori della melatonina (MT1 e MT2) e in misura minore alle proprietà antagoniste sui recettori serotoninergici 5-HT2C. 
Nel 2009 l'agomelatina è stata approvata in tutta l'Unione Europea considerando l'aspetto innovativo e la buona tollerabilità del farmaco, a condizione che la terapia venga accompagnata da controlli degli enzimi epatici. Negli Stati Uniti la Food and Drug Administration ne ha respinto l’approvazione nel 2011.
In Italia la molecola è venduta dalla società farmaceutica Servier, che la ha anche sviluppata, con il nome commerciale di Valdoxan e Thymanax.

## Usi clinici

### Depressione maggiore
Agomelatina è approvato in Europa nel trattamento del disturbo depressivo maggiore nei soggetti adulti.
L’efficacia del farmaco è stata studiata inizialmente in 10 trial clinici che hanno investigato l’efficacia a breve termine del trattamento della depressione maggiore con Agomelatina:  ne è risultato che in 6 questi il farmaco si era dimostrato più efficace del placebo, con un’efficacia almeno comparabile a quella di diversi SSRI utilizzati come confronto e una tollerabilità comparabile a questi, se non maggiore; in un altro studio era inefficace; in due studi ulteriori non erano efficaci né agomelatina né gli antidepressivi di riferimento (paroxetina e fluoxetina). Gli ultimi tre studi non sono stati pubblicati, ma sono stati descritti nella prima valutazione dell'Agenzia europea per i medicinali (EMEA) che allora (2006) aveva espresso un giudizio negativo sull'approvazione di agomelatina.
Una meta analisi del 2018 che ha comparato 21 diversi antidepressivi ha trovato che Agomelatina è uno dei migliori antidepressivi in termini di rapporto tra efficacia e tollerabilità. Tuttavia gli studi utilizzati nell’analisi, sono stati messi in discussione perché trovati essere sostanzialmente affetti da bias di pubblicazione che minano la qualità dei dati ottenuti. Passando in rassegna tutti gli studi svolti sulla molecola, sia quelli pubblicati che quelli non pubblicati (può succedere che studi che non dimostrano efficacia non vengano pubblicati) si è giunti alla conclusione che la molecola è sì efficace nel trattamento acuto della depressione maggiore approssimativamente quanto gli SSRI (specie nel caso di sintomi gravi) ma tale miglioramento pare essere clinicamente poco rilevante e solo di poco al di sopra del placebo.
Tra i diversi studi svolti, sembra che Agomelatina comporti un maggiore beneficio sul sonno rispetto alla venlafaxina e una riduzione delle recidive di depressione con la terapia di agomelatina rispetto al placebo.
La collocazione di Agomelatina nel trattamento dei disturbi depressivi non è ancora ben definita a causa della mancanza di studi approfonditi volti confrontarne l'efficacia con altri trattamenti ed è probabilmente limitata alla terapia di mantenimento e prevenzione delle ricadute.

#### Dosaggi
I dosaggi approvati sono di 25 mg in singolo dosaggio serale che possono essere portati a 50 mg qualora necessario.
Dopo l'approvazione in Europa segue la pubblicazione di ulteriori studi randomizzati controllati verso placebo o antidepressivi di riferimento, ed in uno di questi l'agomelatina non è efficace al dosaggio di 25 mg, mentre è efficace al dosaggio di 50 mg.

### Disturbi d'ansia
Agomelatina non è approvata per il trattamento dell’ansia o di altri disturbi.
La casa farmaceutica produttrice della molecola ha anche avviato delle sperimentazioni per valutarne l’efficacia nel trattamento dei disturbi d’ansia. Tuttavia, nel 2015, la stessa casa farmaceutica ha sospeso i trial. Altri studi sono stati condotti nel trattamento del disturbo d'ansia generalizzato. Ad oggi non sono presenti sostanziali riferimenti che indicano l’efficacia di Agomelatina nel trattamento dell’ansia.

## Effetti collaterali e controindicazioni

### Effetti collaterali
Agomelatina è generalmente ben tollerata e le reazioni avverse sono in genere lievi o moderate, si verificano per lo più nelle prime settimane di trattamento e raramente portano all'interruzione della terapia. Secondo uno studio del 2018, Agomelatina è uno dei migliori antidepressivi in termini di rapporto tra efficacia e tollerabilità.
Gli effetti collaterali più comuni, che si verificano fino nel 10% degli assuntori, consistono in disturbi gastro-intestinali (diarrea, costipazione, nausea, dolore addominale), disturbi del sonno (insonnia o sonnolenza), ansia e irritabilità, dolorabilità (cefalea e mal di schiena), vertigine, sudorazione, affaticamento, parestesie, incremento dei livelli plasmatici degli enzimi epatici (AST ed ALT).
Il farmaco, a differenza dei più comuni antidepressivi SSRI, non tende a generare aumento di peso ne disfunzioni sessuali. Non è necessario ridurre gradualmente la dose alla sospensione del trattamento ed è considerato relativamente sicuro in caso di overdose. Non presenta potenziale di abuso nei volontari sani.

### Controindicazioni
Agomelatina è controindicata nei soggetti con ipersensibilità nota al principio attivo oppure ad uno qualsiasi degli eccipienti utilizzati nella formulazione farmaceutica. È un substrato per gli enzimi CYP1A2, CYP2C9 e CYP2C19 per cui deve essere evitata l'assunzione contemporanea di farmaci inibitori di questi enzimi, come la fluvoxamina.
Il farmaco è inoltre controindicato nei soggetti che soffrono di insufficienza epatica (ad esempio cirrosi epatica od altre gravi patologie del fegato in atto). E' sconsigliata l'assunzione di alcolici durante il trattamento con agomelatina per l'aumento del rischio di epatotossicità.
Anche un'età superiore ai 65 anni, l'associazione con inibitori di CYP1A2, la gravidanza e allattamento materno rappresentano ulteriori controindicazioni.

## Farmacologia

### Farmacodinamica
L'Agomelatina è un analogo del neutrotrasmettitore endogeno melatonina, rispetto alla quale è metabolicamente più stabile e possiede perciò una più lunga durata d’azione. 
Il farmaco agisce come agonista dei recettori della melatonina (MT1 (Ki 0,1 nM) e MT2 (Ki = 0,12 nM)) e antagonista dei recettori della serotonina 5-HT2C (Ki = 631 nM) e 5-HT2B (Ki = 660 nM). Non presenta affinità per i trasportatori delle monoammine e non interagisce con i recettori adrenergici, istaminici, colinergici, dopaminergici e GABAergici, né per altri recettori della serotonina. In studi sperimentali condotti sul ratto, induce una maggiore secrezione di noradrenalina  e dopamina nella corteccia cerebrale frontale, probabilmente grazie all'antagonismo verso recettori della serotonina, non determinando al contempo però alcun effetto sui livelli extra-cellulari di serotonina. Tuttavia l'esatta influenza di tali azioni sull'attività terapeutica non è nota; inoltre l'azione sui recettori serotoninergici, che sembrano essere occupati solo alle dosi più alte, non è chiaro se si traduca effettivamente in un vantaggio terapeutico significativo.
Si ritiene che l'azione combinata sui recettori melatoninergici e serotoninergici sia, con ogni probabilità, alla base dell'effetto antidepressivo. In studi condotti su volontari sani agomelatina ha dimostrato di non alterare la vigilanza diurna ma di migliorare al contempo le fasi del sonno.

### Farmacocinetica
Agomelatina dopo somministrazione per via orale viene rapidamente assorbita dal tratto gastrointestinale. La biodisponibilità è bassa (inferiore al 5% della dose orale) con ampia variabilità interindividuale e di genere, essendo più alta nelle donne. La concentrazione plasmatica massima è raggiunta nell'arco di 2 ore.
La contemporanea assunzione di cibo non modifica la biodisponibilità e neppure la velocità di assorbimento.
Il legame con le proteine plasmatiche è del 95%.
All'interno dell'organismo agomelatina viene rapidamente metabolizzata sostanzialmente ad opera del citocromo epatico CYP1A2. Anche gli isoenzimi CYP2C9 e CYP2C19 sono coinvolti nel metabolismo, ma solo in minima parte.
I metaboliti principali, derivanti da processi di idrossilazione e demetilazione, sono inattivi e sono rapidamente coniugati ed eliminati nell'urina.
L'emivita media plasmatica è di circa 1-2 ore. L'escrezione avviene per via urinaria (nella misura dell'80% circa).